# Números da população na França
Na França, para realizar o censo, o INSEE definiu vários indicadores de população que permitem levar em conta as pessoas que vivem em mais de um domicílio, com a finalidade de estudar este fenômeno e usá-lo a favor de políticas sociais.

## Definições
O termo população francesa possui dois sentidos:
- O conjunto e pessoas que habitam na França: 67,2 milhoes no dia 1º de janeiro de 2018[1].

É o sentido comumente usado, principalmente pelo INSEE nos censos que contabilizam todas as pessoas que moram na França, qualquer que seja sua nacionalidade. População francesa é a denominação dada aos habitantes da França. O censo dessas pessoas residentes na França (das pessoas que habitam na França, de origem francesa ou não) é feito pelo INSEE sob a denominação População total da França. No dia 1º de janeiro de 2018, a população da  França metropolitana era de 65 018 096 habitantes (ou seja, o território francês na Europa) + 2 168 542 habitates em departamentos de ultramar. Além disso, cerca de 720 000 habitantes em territórios de ultramar não são contabilizados na população francesa.
- Conjunto de pessoas de nacionalidade francesa, que habitam na França ou no estrangeiro: 63 milhões no dia 1º de janeiro de 2008.

São os cidadãos da República Francesa "sem distinção de origem, de raça, ou de religião". O  Código Civil francês define a nacionalidade francesa, as condições de sua obtenção e também os direitos e deveres inerentes a ela. O número de Franceses (no sentido de "pessoas tendo a nacionalidade francesa") foi avaliado no dia 1º de janeiro de 2008 como sendo 64 473 140 habitantes menos os 5,7% de estrangeiros, mais as pessoas de nacionalidade francesa no exterior (cujo número é estimado em 2,2 milhões), ou seja, um total de aproximadamente 63,0 milhões.

## Aspecto estatístico

### Antes do censo de 1999
Antes do censo de 1999, os dados do Instituto Nacional da Estatística e dos Estudos Econômicos francês relacionados a um município comportavam:
- a população municipal, ou seja, as pessoas tendo suas residências habituais no território do município;
- a população contada à parte, principalmente as pessoas que vivem em certas moradias comunitárias (internatos, quartéis, hospitais, conventos, prisões, etc);
- a população total, soma das duas precedentes;
- a população com duplas contagens, um subconjunto da população contada à parte, incluindo os habitantes que declaram ter um outro local de residência (em outras palavras, que fazem igualmente parte da população municipal de outro município);
- a população sem duplas contagens, que é a população total menos as duplas contagens[5] · [6].

A população sem duplas contagens era então sempre superior ou igual à população municipal, e inferior ou igual à população total. Desde 2004, as noções de população municipal e da antiga população sem duplas contagens se convergiram (a definição da população contada à parte foi modificada de modo que ela seja igual à população com duplas contagens a menos de pequenas variações).
Para contabilizar convenientemente a população de uma metrópole, de uma conurbação, de um departamento francês ou de uma região francesa, usava-se a população sem duplas contagens. Desde 2004, a população municipal passou a substitui-la.
Para o censo renovado desde 2004, os municípios com menos de 10 000 habitantes realizam agora uma enquete de censo exaustivo a cada cinco anos, numa taxa de um quinto dos municípios por ano, enquanto que os municípios com 10 000 habitantes ou mais realizam todos os anos uma enquete por amostragem estatística com aproximadamente 8% da população. Efetua-se a coleta em janeiro e fevereiro (fevereiro e março no departamento Reunião). Um agente recenseador entrega os questionários e os recolhe uma vez preenchidos.

### A partir de 2006
A noção de duplas contagens desapareceu dos dados de 2006 (que compilavam os dados recolhidos entre 2004 e 2008 e estudados no dia 1º de janeiro de 2009)  · .

### A população municipal
A população municipal (nova definição) é atualmente usada. Ela comporta, como antes, as pessoas maiores tendo sua residência habitual no território do município, incluindo seus filhos menores de idade mesmo que eles morem em outro município, e o cônjuge ou parceiro (mesmo se por razões profissionais ele(a) resida em outro município).
Somam-se mesmo se elas possuam uma residência em outro município, as pessoas :
- detidas em estabelecimentos penitenciários do município;
- sem-tetos recenseados no território do município;
- morando habitualmente em habitações móveis, recenseadas no território do município;
- residentes nos serviços de médio ou longa duração em estabelecimentos públicos ou privados de saúde ou unidades sociais (As pessoas residentes nos mesmos estabelecimentos, cuja duração é curta, são contabilizados na população municipal de seu domicílio);
- residentes em casas de retiro e residências sociais;
- residentes nas unidades religiosas;
- residentes em quartéis ou estabelecimentos militares;
- maiores de idade residentes em estabelecimentos que abrigam alunos ou estudantes.

#### A população contada à parte
A população contada à parte (nova definição) compreende:
- os alunos e estudantes maiores de idade com menos de 25 anos, tendo a residência da família no município, mas que moram em outro município;
- as pessoas que têm a residência da família no município, mas que moram habitualmente numa comunidade de outro município;
- os alunos e estudantes menores de idade, residentes no município por causa dos estudos, mas tendo a residência da família em outro município;
- as pessoas ligadas administrativamente ao município, mas não recenseadas nele (pessoas detidas, sem-tetos ou moradores habituais em habitações móveis).

#### Diferenças entre a ex-população sem duplas contagens e a população municipal (nova definição)
A principal diferença consiste no fato que as pessoas maiores de idade residentes numa comunidade (estabelecimento, quartel, residência, etc) fazem parte automaticamente da população municipal do município na qual a comunidade está instalada, essas pessoas possuindo ou não uma residência em outro município. Antes, certas categorias de pessoas que têm um domicílio fora do município faziam parte da população municipal do município em que o domicílio se encontra. É o caso:
- dos militares que vivem em quartéis, campos ou similares;
- dos alunos matriculados nas escola, colégios, grandes écoles, estabelecimentos de ensino especial, seminários e todos estabelecimentos de ensino público ou privados de regime de internato, incluindo estabelecimentos de educação supervisionada do município;
- as pessoas idosas que vivem em casas de retiro[10].

Por outro lado, todo aluno ou estudante maior de idade faz parte, a partir de agora, da população municipal do município que ele reside, seja habitando uma residência universitária, um residência pessoal ou alojado na casa de um morador local. Antes, os estudantes de 18 a 25 anos residentes no município, mas em outro lugar senão uma residência universitária ou alojamento estudantil, eram ligados a seu município de origem.
De forma inversa, os estudantes menores de idade não são mais contabilizados na população municipal do município onde residem, mas sim no município onde se encontra o domicílio de seus pais (de forma mais completa, as pessoas acolhidas em alojamentos  do município A por um período muito breve e tendo uma residência pessoal no município B, são a partir de agora contabilizadas nesse último).
Desse fato, essa mudança de método preencheu artificialmente, com razão ou não, as populações municipais dos municípios que possuem internatos, quartéis, casas de retiro ou estudantes maiores de idade que habitam ali (e inversamente, descontou das populações municipais todos os estudantes menores de idade).

## Aspecto legislativo
Os resultados dos censos são oficiais por decreto.
A noção de população legal é usada no direito. No sentido amplo, ela designa o conjunto de valores oficializados (população municipal, população contada à parte ou população total) · .
No sentido estrito, segundo o contexto, ela pode às vezes designar uma ou outra dessas populações.
A população total é aquela que é contada na aplicação das leis e dos regulamentos (em particular nas questões orçamentárias e fiscais).
Por outro lado, é a população municipal que determina o número de conselheiros municipais e lo modo de voto nas eleições municipais.
Quando, por causa de novas construções, a evolução constatada na população de um município é superior ou igual a 15% da população total do último censo, o ministério do interior (em francês, ministère de l'intérieur), com a proposição do ministério da economia, pode decidir que seja somado à população total do município uma população fictícia correspondente a quatro vezes o número de alojamentos em construção (cujas fundações se iniciaram).
Essas majorações de população são atribuídas uniformemente por dois anos com obrigação de proceder um recenseamento complementar quando essa data for atingida.
Contrariamente ao que a lógica estatística diria, a população legal dos conjuntos de municípios (comunidades urbanas, comunidades de aglomeração e comunidades de municípios, respectivamente communautés urbaines, communautés d'agglomération et communautés de communes em francês) é a soma das populações totais dos municípios que os compõe. Essa população é aquela que permite de determinar se o agrupamento atinge os limiares necessários para adotar uma ou outra das três formas de inter-municipalização.